# Vals-des-Tilles
Vals-des-Tilles is een gemeente in het Franse departement Haute-Marne (regio Grand Est) en telt 157 inwoners (2004). De plaats maakt deel uit van het arrondissement Langres.

## Geografie
De oppervlakte van Vals-des-Tilles bedraagt 40,5 km², de bevolkingsdichtheid is 3,9 inwoners per km².
De onderstaande kaart toont de ligging van Vals-des-Tilles met de belangrijkste infrastructuur en aangrenzende gemeenten.

## Demografie
Onderstaande figuur toont het verloop van het inwonertal (bron: INSEE-tellingen).

1. ↑  Populations de référence 2022.